# Гордан Гиричек
Гордан Гиричек (Загреб 20. јун 1977) је бивши хрватски кошаркаш.

## Каријера
Гиричек је каријеру започео у млађим секцијама Јединства, малог локалног клуба из Загреба. Касније је прешао у Цибону, и док је играо за њу, Далас маверикси су га 1999. изабрали као 40. пика и послали га у Сан Антонио спарсе у замену за Леона Смита. Ипак, Гиричек није играо за Спарсе, који су понудили Мемфис гризлисима право на Гиричека у замену за пика из друге рунде драфта 2004. Гиричек је остао у Хрватској до 2001, када је потписао за ЦСКА из Москве, за који је играо једну сезону.
У NBA је дошао 2002, а у својој првој утакмици је постигао 29 поена. Током сезоне 2002-2003, Мемфис га је заједно са Друом Гуденом послао у Орландо меџик у замену за Мајка Милера, Рајана Хамфрија и пикове у првој и другој рунди на следећем драфту. Гиричек је ову сезону завршио у другом најбољем тиму новајлија. Током сезоне 2003/04, опет је послан у други клуб, овај пут у Јуту џез у замену за Дешона Стивенсона и пика у другој рунди следећег драфта.
Након свађе са тренером Џеријем Слоуном, Гиричек је у сезони 2007/08. послат у Филаделфија севентисиксерсе у замену за Кајла Корвера и пика из прве рунде драфта. Ипак, у Сиксерсима је остао само два месеца, пошто је 5. марта прешао у Финикс сансе.
У лето 2008. Гиричек се враћа у Европу и потписује уговор са турским евролигашем Фенербахчеом. Ту остаје две сезоне. У децембру 2010. потписао је уговор са Цибоном, у којој је након једне сезоне завршио професионалну каријеру.